# Petr Krištůfek
Petr Krištůfek (* 23. března 1971) je bývalý český fotbalista.

## Fotbalová kariéra
V české lize hrál za SK Dynamo České Budějovice a Bohemians Praha. Nastoupil ve 22 ligových utkáních. Ve druhé lize hrál za Bohemians Praha a SK Chrudim.

## Ligová bilance
| Ročník                          | Zápasy | Góly | Klub                        |
| ------------------------------- | ------ | ---- | --------------------------- |
| 1. česká fotbalová liga 1995/96 | 15     | 0    | SK Dynamo České Budějovice  |
| 2. česká fotbalová liga 1996/97 | 7      | 0    | Bohemians Praha             |
| Gambrinus liga 1997/98          | 4      | 0    | AFK Atlantic Lázně Bohdaneč |
| 2. česká fotbalová liga 1998/99 | 15     | 1    | SK Chrudim                  |
| CELKEM 1. česká liga            | 19     | 0    |                             |